# Clusia
- Commons
- Wikispecies

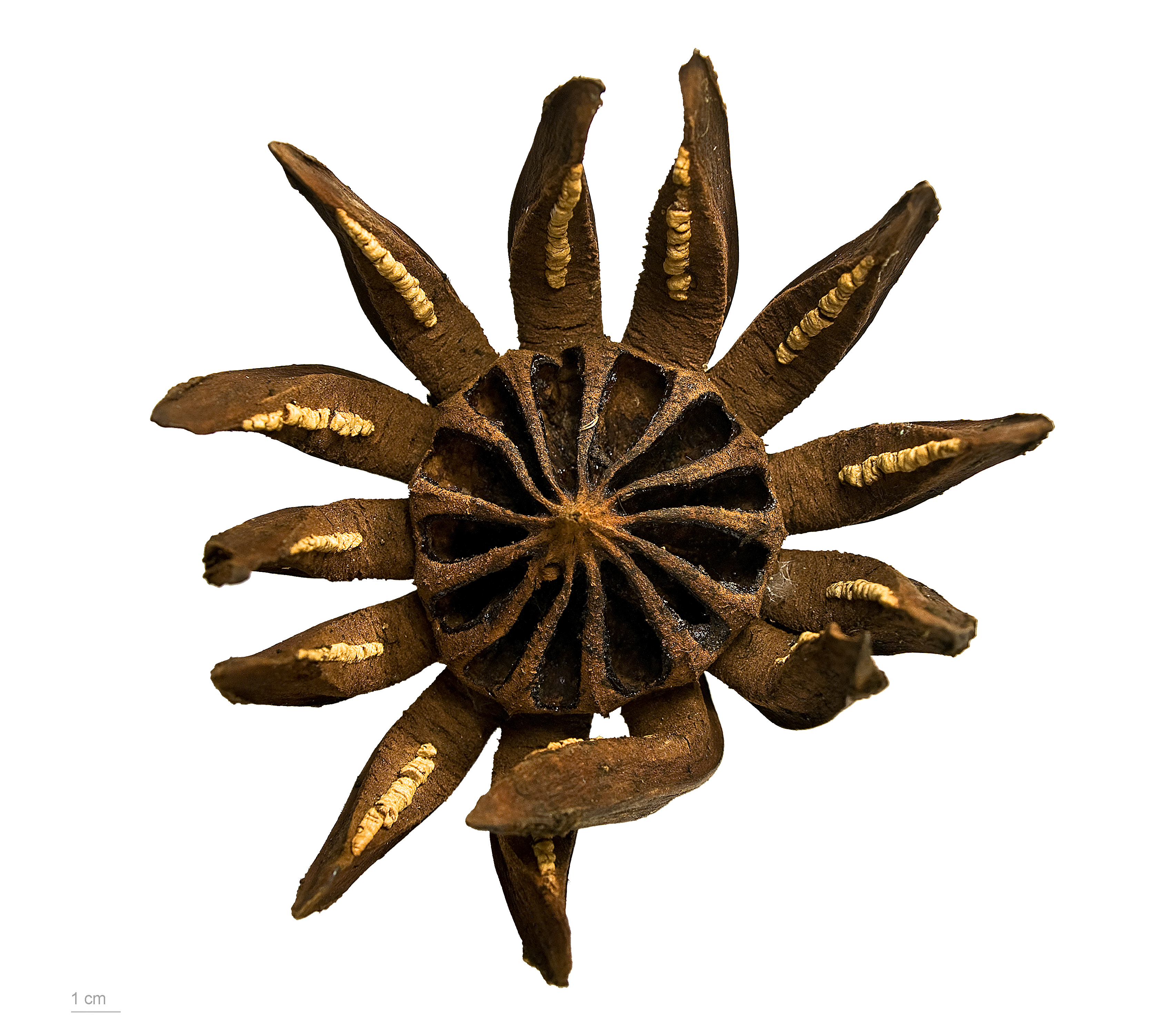
Clusia grandiflora - MHNT

Clusia L. é um género botânico pertencente à família Clusiaceae. A espécie C. fluminensis é usada como planta ornamental cultivada tanto em vasos como para a formação de cercas vivas, também adapta-se a ambientes internos.

## Sinonímia
| - Androstylium Miq. - Asthotheca Miers ex Planch.et Triana - Astrotheca Vesque | - Cochlanthera Choisy - Decaphalangium Melch. - Oxystemon Planch. et Triana |

## Espécies
| - Clusia carinata - Clusia clarendonensis - Clusia clusioides - Clusia croatii - Clusia cupulata - Clusia fluminensis - Clusia guttifera | - Clusia lanceolata - Clusia longipetiolata - Clusia major - Clusia minutiflora - Clusia osseocarpa - Clusia palmicida - Clusia plurivalvis | - Clusia polystigma - Clusia portlandiana - Clusia pseudomangle - Clusia skotaster - Clusia tarmensis - Clusia uvitana - Clusia valerioi |

- Lista completa

## Classificação do gênero
| Sistema | Classificação                      | Referência               |
| ------- | ---------------------------------- | ------------------------ |
| Linné   | Classe Polyandria, ordem Monogynia | Species plantarum (1753) |